# Contraofensiva ucraniana de 2023
La contraofensiva ucraniana de 2023 fue una operación militar estratégica llevada a cabo por parte de las Fuerzas Armadas de Ucrania, contra las fuerzas armadas de la Federación de Rusia y también milicias separatistas como parte de la guerra ruso-ucraniana; la contraofensiva comenzó el 4 de junio de 2023 y terminó en noviembre de 2023. Su objetivo principal era la toma de Melitópol, en la costa del mar de Azov. Los combates se desarrollaron principalmente en los óblasts de Donetsk y Zaporiyia.
La planificación de una ofensiva ucraniana comenzó en febrero de 2023, con la intención original de lanzarla en la primavera. Sin embargo, debido a varios factores, como factores meteorológicos adversos o demoras en la entrega de armamento y equipos de origen occidental a Ucrania, la retrasaron hasta junio. Durante ese tiempo, Ucrania siguió acumulando recursos militares e integrando armas occidentales cruciales, como los blindados M2 Bradley y tanques Leopard 2. La contraofensiva fue considerada, por analistas y medios de comunicación, como un momento crucial de la guerra.Por su parte, Rusia comenzó a prepararse para el ataque ucraniano desde noviembre de 2022, creando una amplia infraestructura defensiva de zanjas, trincheras, posiciones de artillería y minas terrestres.
En los primeros días de la operación, las tropas ucranianas se encontraron con defensas rusas bien establecidas, sufriendo numerosas bajas. Ignorando los consejos de la OTAN, de persistir en esos ataques de alta intensidad, las Fuerzas Armadas de Ucrania ralentizaron su avance, reconociendo cuidadosamente las defensas rusas y desminando el terreno. Tras cinco semanas de ataques, las fuerzas ucranianas habían conseguido capturar solo 282 km2 de territorio.En el punto de máxima penetración en las defensas rusas, en el sector de Orjiv, lograron avanzar solo 10 km en un frente estrecho y por tanto vulnerable.
El 4 de septiembre, el presidente ruso Vladímir Putin declaró que la contraofensiva ucraniana había fracasado. Las fuerzas ucranianas no habían logrado ni siquiera llegar a Tokmak, descrito como un «objetivo mínimo» por el general ucraniano Oleksandr Tarnavskyi, ni mucho menos alcanzar el Mar de Azov y dividir el grupo ruso en el sur de Ucrania. Para finales de 2023, destacadas figuras ucranianas y occidentales comenzaron a dar valoraciones negativas sobre la contraofensiva. Las declaraciones del general ucraniano Valerii Zaluzhnyi a principios de noviembre de 2023 de que la guerra había llegado a un «punto muerto» fueron vistas por los observadores como una admisión de su fracaso Tras la finalización de la contraofensiva los combates se trasladaron principalmente a la Batalla de Avdíivka.

## Objetivos
El gobierno ucraniano no reveló inicialmente cuáles eran los objetivos fijados para su ataque. Según analistas occidentales, el objetivo era tomar la ciudad de Melitópol, a orillas del mar de Azov, para así cortar la conexión terrestre entre Crimea y Rusia. Sin embargo, en octubre el alto mando ucraniano declaró haberse centrado en un objetivo más modesto: la ciudad de Tokmak, así como cercar y reconquistar Bajmut.

## Antecedentes

### Planes ucranianos
A finales del otoño de 2022, el alto mando ucraniano y sus aliados occidentales estaban eufóricos tras sus contraofensivas exitosas en el este (Járkov) y en el sur (Jersón) en septiembre-noviembre. El comandante en jefe de las fuerzas armadas ucranianas,Valerii Zaluzhnyi, propuso lanzar una ofensiva en profundidad hacia Melitópol, a fin de aislar por tierra a las fuerzas rusas de Crimea. Sus aliados estadounidenses veían este objetivo como demasiado ambicioso y sugirieron a los ucranianos aprovechar su posición de fuerza para ofrecer a Rusia conversaciones de paz. No obstante, finalmente los estadounidenses y los otros aliados de la OTAN aceptaron el plan de Zaluzhnyi y se fijó la fecha de la ofensiva para el 1 de mayo. Para llevarla a cabo, la OTAN armaría y entrenaría doce brigadas ucranianas.
Sin embargo, en los primeros meses de 2023 estalló una violenta batalla por el control de la ciudad de Bajmut, en Donetsk (véase Batalla de Bajmut). El comandante ucraniano del este, Oleksander Syrskyi, logró convencer al presidente Zelenski de que le dejase conservar sus cuatro brigadas veteranas para derrotar a los rusos en Bajmut. En su lugar, fueron enviadas a Europa cuatro brigadas novatas con personal recién reclutado y de avanzada edad.
En secreto, el alto mando ucraniano modificó los planes de la ofensiva. En lugar de un único asalto principal con doce brigadas hacia Melitópol, con ataques de diversión hacia Marúpol y en Bajmut, Zelenski decidió dividir sus fuerzas en dos ofensivas: una para retomar Bajmut con cinco brigadas (dirigida por Syrskyi) y la otra hacia Melitópol con siete.

### Planes rusos
El ejército ruso construyó una línea defensiva de 800 km en preparación para una ofensiva ucraniana. Para finales de mayo, estaban formando nuevas brigadas para reforzar la defensa.

## Operaciones previas a la contraofensiva

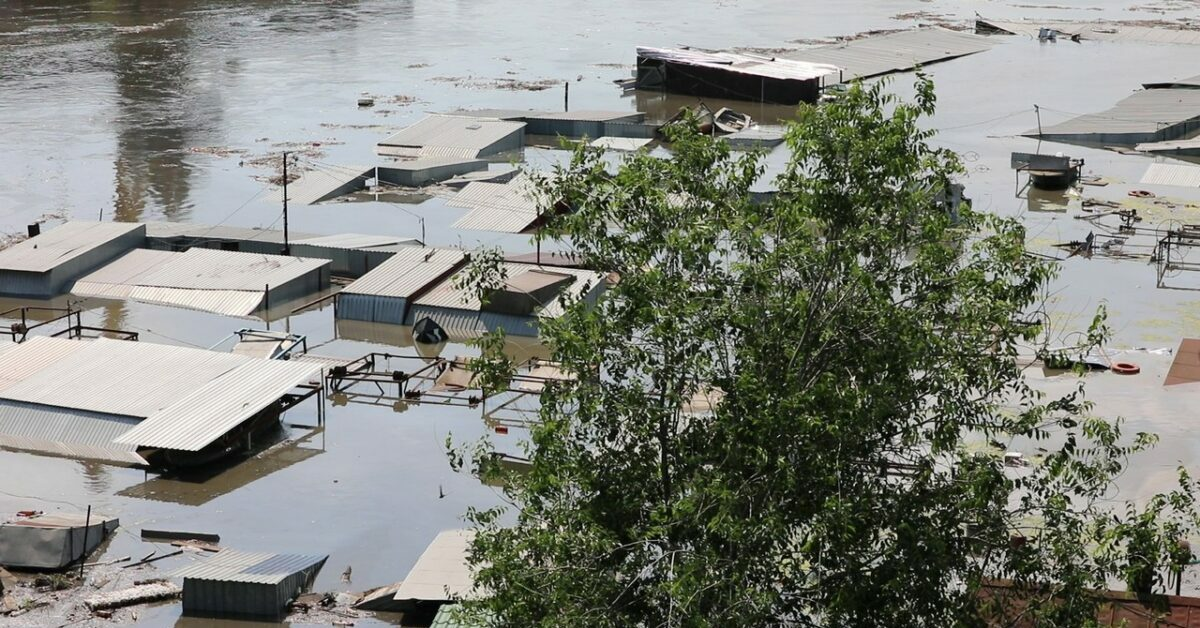
Inundaciones en el óblast de Jersón aguas abajo tras la destrucción de la presa de Kajovka el 6 de junio de 2023

En los días previos a la contraofensiva ucraniana, las Fuerzas Armadas de Ucrania participaron en «operaciones de configuración» para probar las defensas rusas en los territorios ucranianos bajo ocupación militar rusa. El 3 de junio de 2023, Volodímir Zelenski, presidente de Ucrania, dijo que el país estaba listo para lanzar una contraofensiva. Al día siguiente, los funcionarios ucranianos declararon un «silencio operativo» para no comprometer las operaciones militares.
El 6 de junio, se rompió el embalse de Kajovka en el Dnipró, inundando áreas río abajo y reduciendo el suministro de agua a Crimea. Cuando comenzó la contraofensiva, las Fuerzas Armadas de Rusia bombardearon la ciudad de Jersón, donde los rescatistas estaban evacuando a los residentes amenazados por las inundaciones.
El 5 de junio, los milbloggers rusos informaron que Ucrania había acelerado las acciones ofensivas en el este del país, concentradas en el área de Novodonetsk, entre Vugledar (el sitio de una batalla en curso) y Velyka Novosilka en el sur del óblast de Donetsk. La viceministra de Defensa de Ucrania, Hanna Maliar, dijo que las fuerzas ucranianas habían logrado avances de hasta una milla en el área de Bajmmut. Aunque los funcionarios ucranianos permanecieron mayormente en silencio sobre el asunto, se especuló que las acciones ofensivas fueron el comienzo de la tan esperada contraofensiva. Un funcionario designado por Rusia en la parte ocupada del óblast de Zaporiyia llamada por Moscú como «Administración Militar y Civil de Zaporiyia»,   dijo que los ucranianos tenían como objetivo atravesar las líneas rusas y llegar al mar de Azov.
Desde el 3 de junio, la 37.ª Brigada de Infantería de Marina de Ucrania participó en una acción ofensiva lenta pero constante en torno al asentamiento de primera línea de Novodonetske en el óblast de Dontesk. Sin apoyo blindado, los infantes de marina pudieron hacer retroceder al XI Regimiento de Fusileros Motorizados de la Guardia «Vostok» de las fuerzas prorrusas de la insurgente República Popular de Donetsk principalmente mediante el uso de artillería, y al hacer que los APC llevaran rápidamente a los infantes de marina al frente y luego se retiraran demasiado lejos para que la artillería rusa los alcanzara.

## Desarrollo

### Frente Oriental

#### Eje de Bajmut
El 8 de junio, las fuerzas ucranianas avanzaron en dirección a Bakhmut, logrando ganancias de entre 200 metros y 1.1 kilómetros (0.68 millas), con ganancias limitadas adicionales el 9 de junio. Para el 10 de junio, las fuerzas ucranianas habían avanzado hasta 1400 metros en diferentes áreas no especificadas del frente de Bakhmut y estaban involucradas en intensos combates en Berkhivka y Yahidne. También el 9 de junio, las fuerzas ucranianas avanzaron a lo largo de la orilla occidental del canal Siverskyi Donets al oeste de Andriivka y obligaron a la 57.ª Brigada de Infantería Motorizada y al batallón penal «Tormenta-Z» a retirarse de sus posiciones en el canal.
A mediados de junio, las fuerzas ucranianas continuaron realizando contraataques y reclamando avances en Bajmut y sus alrededores, though a Ukrainian official conceded that Russian forces were putting up «stiff» resistance, aunque un funcionario ucraniano admitió que las fuerzas rusas estaban oponiendo una resistencia «dura», y las fuerzas rusas realizaron contraataques en las cercanías de Bakhmut. [87] Se informaron avances ucranianos a lo largo del embalse de Berkhivka, cerca de Klishchiivka, y otras áreas no especificadas.
El 16 de junio, el coronel general Oleksandr Syrskyi describió los combates en Bakhmut y señaló que las fuerzas ucranianas atacaron en múltiples direcciones, con el objetivo de tomar «alturas dominantes y franjas de bosque» alrededor de la ciudad para promover el objetivo de «forzar al enemigo a salir gradualmente de las afueras de Bajmut». Dijo que, en respuesta, Rusia estaba enviando sus mejores divisiones a Bakhmut, así como artillería y aviones.
El 26 de junio, Oleksandr Syrskyi informó que las fuerzas ucranianas habían despejado una cabeza de puente rusa a través del canal Siverskyi-Donets Donbas que estaba en manos de la 57.ª Brigada de Fusileros Motorizados rusa, y que estaba acompañada por otras ganancias no especificadas al sur de Bakhmut en esa vecindad. Además, fuentes rusas afirmaron que las fuerzas rusas realizaron un ataque fallido contra Ivanivske. Las fuerzas involucradas incluían reservas de combate rusas, tropas territoriales, varias unidades Storm-Z y tres PMC: «Patriot», «Fakel» y «Veterany». Fakel es propiedad y está operado por el monopolio de gas estatal ruso Gazprom.
El 4 de julio, las fuerzas ucranianas avanzaron hacia Klishchiivka, cerca de Bakhmut. La captura de este pueblo permitiría a Ucrania cortar una ruta de suministro clave para el ejército ruso que ocupa Bakhmut. Las fuerzas ucranianas continuaron realizando avances «tácticamente significativos» en el área de Bakhmut hasta el 7 de julio.
El 15 de julio, el general de división Vladimir Seliverstov, comandante de la 106 División Aerotransportada de la Guardia fue despedido de su mando. La destitución de Seliverstov, quien se destacó por proteger a sus tropas, se produjo después de que apeló al comando militar ruso para obtener mejores condiciones para sus hombres. El 106 se encargó de la protección del flanco norte de Bakhmut alrededor de Soledar. Ese mismo día, las fuerzas ucranianas cruzaron el canal Siverskyi Donetsk y los Milbloggers rusos notaron que hay un flujo «constante» de refuerzos rusos en la ciudad, en su mayoría unidades BARS.
El 16 de julio, fuentes rusas informaron que las fuerzas ucranianas habían liberado la aldea de Zaliznianske 13 km al norte de Bakhmut. Además, el mando ruso en el frente siguió deteriorándose cuando sus propias tropas informaron que el general de división Alexander Kornev, comandante de la 7.ª División de Asalto Aéreo, había sido despedido tras su amenaza de retirar sus fuerzas del frente a menos que se enviaran nuevos suministros.
Para el 22 de julio, las fuerzas ucranianas se habían atrincherado a lo largo de sus avances y las fuerzas rusas comenzaron contraofensivas para retomar las posiciones liberadas por las fuerzas ucranianas, hasta ahora estos contraataques no han tenido éxito.
El 23 de julio, fuentes rusas afirmaron que las fuerzas ucranianas habían entrado en los límites administrativos de Khromove y que había intensos combates en el asentamiento.
El 24 de julio, la viceministra de Defensa, Hanna Maliar, dijo que las fuerzas ucranianas avanzaban hacia el sur de Bajmut ocupando 4 kilómetros cuadrados, pero que hacia el norte las fuerzas rusas «se aferraban a cada centímetro y metro».
El 25 de julio, las fuerzas ucranianas confirmaron el uso de municiones en racimo suministradas por Estados Unidos durante el combate en el sector de Bakhmut.
Según fuentes pro-ucranianas, las Fuerzas Armadas de Ucrania repelieron un ataque cerca de Klishchiivka.
El 23 de septiembre, el jefe del HUR, Kyrylo Budanov, informó que, aunque los avances en la dirección de Bakhmut eran bienvenidos, el objetivo general de las fuerzas ucranianas en la región era inmovilizar a las fuerzas rusas en un esfuerzo de defensa que de otro modo se utilizaría para reforzar el frente en el sur de Ucrania.
A partir del 10 de octubre, tres brigadas de fusileros motorizados del 8.º Ejército de Armas Combinadas de Rusia comenzaron una acción ofensiva concertada hacia Avdiivka, con el objetivo de rodear la ciudad que ha sido escenario de intensos combates desde el comienzo de la guerra. Imágenes geolocalizadas muestran que los principales esfuerzos de la ofensiva rusa son el suroeste cerca de Sieverne y el noroeste cerca de Stepove y Krasnohorivka. Todas las unidades rusas implicadas en la ofensiva observada hasta el momento son miembros de las milicias populares de Donetsk que la 8.ª CAA absorbió al inicio de la invasión.
El 18 de octubre, el capitán Ilya Yevlash declaró que las fuerzas ucranianas habían cruzado la línea ferroviaria al sur de Bajmut, presumiblemente al este de Klishchiivka.

#### Línea Avdiivka-Donetsk
El ISW informó ganancias marginales de Ucrania en la línea Avdiivka-Donetsk el 11 de junio contra el 3.er Cuerpo de Ejército ruso. Los funcionarios ucranianos afirmaron ganancias continuas al norte de Avdiivka de más de un kilómetro desde principios hasta mediados de junio.
El 15 de junio, el portavoz del Estado Mayor de Ucrania, Oleksandr Shtupun, declaró que las fuerzas ucranianas habían avanzado un kilómetro en el este de Donetsk, como parte de las operaciones alrededor de Vuhledar.
El 24 de junio, un funcionario ucraniano informó que las fuerzas ucranianas habían liberado 0.51 kilómetros cuadrados (130 acres) de territorio cerca de Krasnohorivka que había estado ocupado por Rusia desde 2014, en uno de los primeros casos en que Ucrania recuperó dicho territorio durante la guerra. El Ministerio de Defensa del Reino Unido evaluó que era «muy probable» que la afirmación fuera cierta.
Ramzan Kadyrov afirmó el 13 de julio que sus fuerzas de Akhmat se estaban transfiriendo de Marinka a un segmento «más difícil» no especificado del frente, y fuentes rusas informaron que la 150.ª División de Fusileros Motorizados los está reemplazando en Marinka. Se informó el 14 de julio que las fuerzas ucranianas capturaron una posición rusa en las fortificaciones «Zverinets» en la línea Avdiivka-Donetsk cerca de Marinka.
El 16 de julio, una fuente rusa afirmó que las fuerzas ucranianas habían tomado el control de la aldea de Zaliznianske, 13 kilómetros al norte de Bakhmut. El 19 de julio, Andrii Kovalov anunció que las tropas rusas se vieron obligadas a retirarse de la aldea de Orikhovo-Vasylivka, que ahora estaba bajo control ucraniano. Sin embargo, no está claro si alguna de las aldeas estaba completamente ocupada o existía en una «zona gris», estando bajo control de la artillería rusa pero sin presencia rusa directa.
El 22 de julio, las fuerzas ucranianas se habían atrincherado en sus avances y las fuerzas rusas comenzaron contraofensivas para retomar posiciones liberadas por las fuerzas ucranianas. Hasta ahora estos contraataques no han tenido éxito. El 23 de julio, fuentes rusas afirmaron que las fuerzas ucranianas habían entrado en los límites administrativos de Khromove, inmediatamente al oeste de Bakhmut, y que había intensos combates en el asentamiento. El 24 de julio, la viceministra de Defensa Hanna Maliar dijo que las fuerzas ucranianas estaban avanzando hacia el sur de Bakhmut ocupando 4 kilómetros cuadrados, pero que hacia el norte las fuerzas rusas se estaban «aferrando a cada centímetro y metro».  El 25 de julio, las fuerzas ucranianas confirmaron el uso de municiones en racimo suministradas por Estados Unidos durante el combate en el sector Bakhmut.

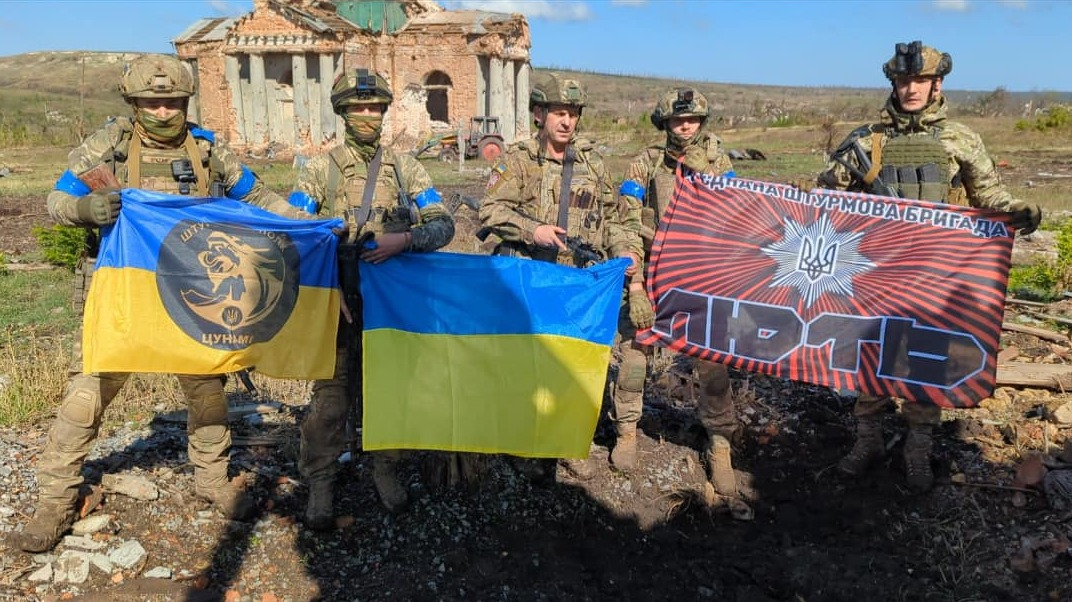
Soldados ucranianos en Klishchiivka liberada

El 8 de septiembre, una fuente rusa afirmó que los avances ucranianos en Klishchiivka se habían «intensificado» y que la situación en el asentamiento era «desconocida». [141] A la 3.ª Brigada de Asalto de Ucrania se le asignó la tarea de liberar la aldea, y su comandante adjunto, Maksym Zhorinm, destacó que las bombas de racimo ucranianas han impedido que lleguen refuerzos significativos a la aldea. El 9 de septiembre, la 3.ª Brigada de Asalto también lanzó un esfuerzo concertado para liberar la aldea vecina de Andriivka. Maliar anunció preventivamente la liberación de Andriivka el 14 de septiembre, lo que fue rechazado por la 3.ª Brigada de Asalto, que anunció que la aldea fue realmente liberada el 15 de septiembre. Más tarde ese mismo día, el regimiento Kastuś Kalinoŭski y los voluntarios chechenos en Klishchiivka informaron que todas las unidades rusas habían sido retiradas de los límites de la aldea. Además, elementos de la 3.ª Brigada de Asalto informaron de haber matado a cuatro oficiales superiores de la 72.ª Brigada Separada de Fusileros Motorizados rusa, a la que se había asignado la defensa de Klishchiivka y Andriivka desde el inicio de los nuevos combates, y afirmaron haber rodeado y destruido la mayoría de la unidad. El 17 de septiembre, el ministro del Interior, Ihor Klymenko, y el general Oleksandr Syrskyianunció que Klishchiivka estaba completamente libre de fuerzas rusas y el presidente Zelenskiy felicitó a la 80.ª Brigada de Asalto Aéreo, la 5.ª Brigada de Asalto, la 95.ª Brigada de Asalto Aéreo y la Brigada Liut de la Guardia Ofensiva por su papel en la liberación de las aldeas en la mañana del 18 de septiembre.
El 11 de septiembre, el portavoz del Comando Operacional Este, Ilya Yevlash, informó que Ucrania también había logrado avances cerca de Kurdiumivka, Dachne y Predtechyne.  El 13 de septiembre, Ilya Yevlash informó que las fuerzas rusas habían sido expulsadas de posiciones cerca de Minkivka y Dubovo-Vasylivka. 
El 10 de septiembre, el jefe de la administración militar de la ciudad de Avdiivka, Vitaliy Barabash, informó que las fuerzas ucranianas se habían afianzado en la parte urbana de la aldea de Opytne, a 3 kilómetros al suroeste de Avdiivka y 2 kilómetros al norte del aeropuerto internacional de Donetsk. Maliar reiteraría el 11 de septiembre que partes de Opytne fueron liberadas y que las fuerzas ucranianas todavía estaban logrando avances en la aldea. El 13 de septiembre, hubo informes de combates al suroeste de Opytne, aunque aún no ha habido una declaración oficial de la liberación de la aldea por parte del Ministerio de Defensa de Ucrania. El 14 de septiembre, milbloggers rusos hicieron circular un vídeo de una columna rusa en retirada de unos 200 efectivos que abandonaban Opytne hacia «posiciones más favorables» y eran atacadas por la artillería rusa. Yuriy Mysiagin, miembro de la Verkhovna Rada, informó que el incidente del fuego amigo mató a 27 rusos e hirió a 34 más.

#### Línea Svatove-Kreminna

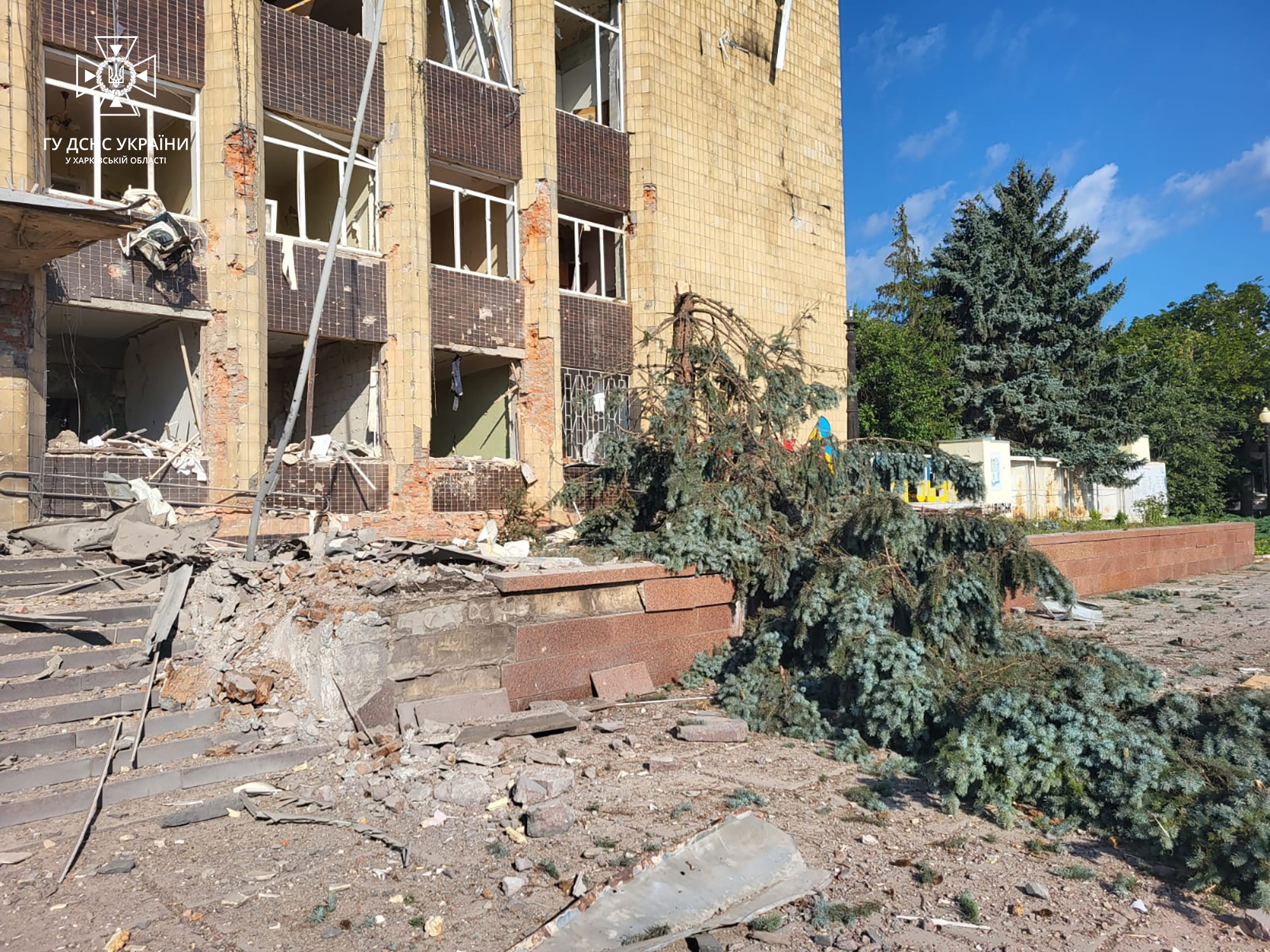
El edificio del Ayuntamiento de Kupiansk tras ser bombardeado por las fuerzas rusas el 10 de agosto de 2023

El 2 de junio, el portavoz de la Agrupación de Fuerzas del Este, Cherevaty, señaló que las acciones ofensivas rusas hacia Lyman habían concluido y que las fuerzas rusas ahora participaban en operaciones de reconocimiento de baja intensidad, a diferencia de los «ataques de carne» que habían estado realizando desde el 23 de junio. También se señaló que las fuerzas rusas llevaron a cabo un asalto fallido contra Nueva York formado por la milicia «Vladlen Tatarsky», el 1453º Regimiento de Fusileros Motorizados del DNR y el Batallón Sparta.
El 18 de junio, imágenes geolocalizadas respaldaron las afirmaciones de que Ucrania logró avances limitados en Berestove y Rozdolivka cerca de Kreminna contra la 24.ª Brigada de Fuerzas Especiales de Guardias Separados de Rusia.
El 20 de junio se informó que los batallones penales rusos, a saber, las unidades Storm-Z, estaban realizando ataques de alto desgaste contra posiciones ucranianas en la línea Svatove-Kreminna con dos brigadas de las Fuerzas Aerotransportadas rusas, las Divisiones Aerotransportadas de la Guardia 76 y 98, operando detrás de ellos, impidiendo de retirarse o dejar de atacar. La viceministra de Defensa de Ucrania, Hanna Maliar, afirmó el 23 de junio que las fuerzas ucranianas detuvieron una ofensiva rusa hacia Kupiansk y Lyman, en lo que se describió como «batallas muy feroces».
El 16 de julio, fuentes rusas informaron que el mayor general Ramil Ibatullin, comandante de la 90 División de Tanques, fue arrestado por no lograr avances significativos en el frente.
A mediados de julio, las fuerzas rusas lanzaron una ofensiva a lo largo de la frontera de Járkov-Lugansk Oblast y la línea Kupiansk-Svatove, avanzando hacia el área de Kupiansk durante varios días. El ISW evaluó que este es probablemente un esfuerzo para explotar el enfoque operativo ucraniano en otros sectores del frente y alejar las reservas ucranianas de las áreas críticas a lo largo de la línea del frente, y dijo que el esfuerzo de Rusia probablemente se vio obstaculizado por su personal de primera línea mal capacitado y unidades penales Storm-Z equipadas. El 17 de julio, funcionarios ucranianos declararon que grandes contingentes de fuerzas rusas que participaban en la ofensiva estaban enzarzados en intensos combates con las fuerzas ucranianas en el área de Kupiansk, alegando que Rusia había acumulado más de 100 000 soldados y más de 900 tanques en el área cercana a Kupiansk y Lyman. El 5 de agosto, el Ministerio de Defensa ruso afirmó que las fuerzas rusas habían avanzado hacia el óblast de Luhansk y capturado la aldea de Novoselivske. La captura fue confirmada a través de imágenes geolocalizadas publicadas el mismo día.
Al 25 de agosto, imágenes geolocalizadas mostraban que las fuerzas rusas lograron recuperar alturas tácticas al oeste de Kovalivka, indicando un avance ruso en las áreas de Serhiivka, Nadiia y Novoiehorivka.
El 22 de agosto, el portavoz del Comando Operacional Este, Ilya Yevlash, informó que las fuerzas rusas habían desplegado más de 45 000 soldados, 500 tanques, 500 vehículos de combate de infantería, 300 sistemas de artillería y 150 sistemas de lanzamiento múltiple de cohetes en las direcciones de Kupyansk y Lyman. El 25 de agosto y el 2 de septiembre, imágenes geolocalizadas mostraron que las fuerzas rusas recuperaron alturas tácticas al oeste de Kovalivka y al sureste de Novoiehorivka, respectivamente. A partir del 31 de agosto, las fuerzas rusas comenzaron su tercera rotación de tropas de la contraofensiva, con el 41.º Ejército de Armas Combinadas rotado desde la línea Svatove-Kreminna hacia el sur de Ucrania, siendo reemplazado por el 25.º Ejército de Armas Combinadas.
El 7 de septiembre, unidades del Servicio Estatal de Guardia de Fronteras de Ucrania entraron en los asentamientos de Topoli y Stroivka, izando banderas ucranianas sobre los edificios administrativos de los asentamientos. Los asentamientos, cerca de la frontera con Rusia, habían sido abandonados por las fuerzas rusas desde la contraofensiva de Járkov de 2022, pero las fuerzas ucranianas no pudieron liberar los asentamientos debido al control de la artillería rusa sobre la región, dejándolos en una «zona gris» como tampoco lado los controlaba.

### Frente sur

#### Eje de Orijiv

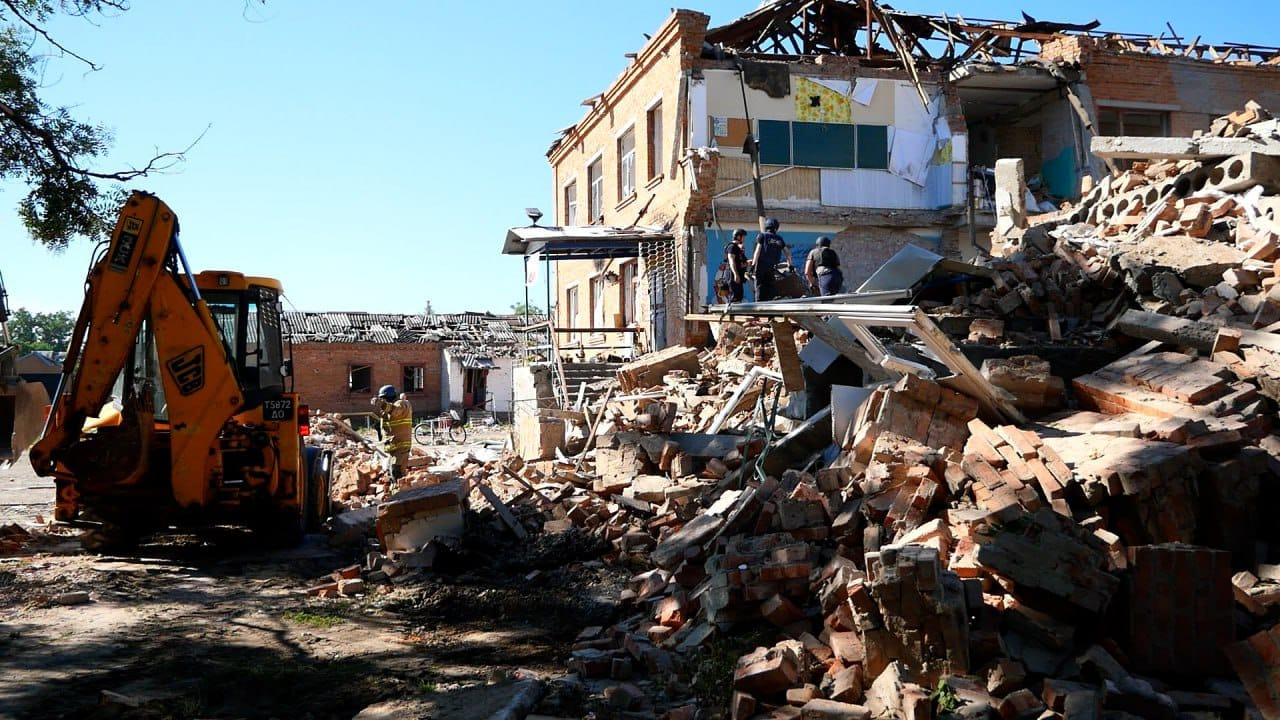
Una escuela bombardeada en Orikhiv (en la foto de julio de 2023), alrededor de la cual se han desarrollado gran parte de los combates en el oeste de Zaporizhzhia.

Rusia informó que Ucrania había iniciado una gran ofensiva en la mañana del 4 de junio de 2023, en cinco áreas de la línea del frente en la parte sur de Donetsk. El Instituto para el Estudio de la Guerra (ISW) británico también informó que Ucrania había lanzado operaciones como parte de «amplios esfuerzos de contraofensiva». Al día siguiente, Ucrania confirmó que una ofensiva estaba «llevándose a cabo en varias direcciones».
El 8 de junio, las fuerzas ucranianas lanzaron contraataques alrededor de la ciudad de Orikhiv, en el distrito de Polohy del óblast de Zaporizhzhia, donde las fuerzas rusas habían construido la línea defensiva Mala Tokmachka -Polohy. Los ataques se centraron en los pueblos de primera línea de Robotyne y Verbove. Las fuerzas ucranianas atravesaron las primeras líneas de defensa, en poder del 58.º Ejército de Armas Combinadas y el GRU, lo que provocó que las fuerzas rusas retrocedieran a una segunda línea de defensa. Posteriormente, las fuerzas rusas organizarían un contraataque, retomando la línea original. El ISW señaló que el Distrito Militar Sur de Rusia, a cargo de la defensa de esta línea, actuó con un «grado de coherencia poco característico» en sus operaciones defensivas. Las fuentes rusas ofrecieron varias explicaciones para el éxito de la defensa inicial, como el uso eficaz de minas, la superioridad aérea y el uso de sistemas de guerra electrónica. Fuentes tanto estadounidenses como rusas informaron de «pérdidas significativas» ucranianas durante los ataques.
El 9 de junio continuaron los combates en las cercanías de Orikhiv, con las fuerzas ucranianas avanzando con una mezcla de tanques Leopard y vehículos de combate Bradley. Según un milblogger ruso, las fuerzas ucranianas lograron avances en Robótine, al sur de Orikhiv. Los pequeños avances ucranianos continuaron a mediados de junio, culminando el día 23, cuando tropas ucranianas atravesaron la línea Novodanylivka-Robotyne y la línea Mala Tokmachka- Novofedorivka; las fuerzas de reserva rusas se movilizaron desde la retaguardia en un esfuerzo por detener estos avances.
El 10 de junio, las fuerzas ucranianas lograron nuevos pequeños avances al oeste de Novopokrovka. El 13 de junio, las fuerzas ucranianas continuaron sus ataques terrestres cerca de Orikhiv. El 14 de junio, las acciones ofensivas se estancaron debido a la lluvia prolongada, según un bloguero ruso, lo que redujo a ambos bandos a bombardearse mutuamente con artillería. Un analista militar polaco también afirmó que Ucrania había perdido impulso, estimando que Ucrania podría haber perdido 16 de sus 109 vehículos de combate Bradley, si bien muchos solo quedaron discapacitados y las tripulaciones probablemente sobrevivieron. A pesar de esto, las fuerzas ucranianas continuaron realizando contraataques cerca de Makarivka y Orikhiv y, según los informes, lograron avances adicionales.
El 30 de junio, las tropas ucranianas reclamaron éxitos parciales en las áreas entre Mala Tokmachka y Ocheretuvate.
El 27 de julio, hubo informes generalizados de que las tropas ucranianas violaron las defensas rusas cerca de Robotyne y lanzaron una «operación mecanizada significativa» para avanzar hacia la aldea.

#### Dirección Berdiansk
Durante el 4 de junio, Ucrania logró avances tácticos limitados en el oeste del Óblast de Donetsk y el este del Óblast de Zaporizhia, incluido el noreste de Rivnopil. Al día siguiente, los milbloggers rusos informaron sobre acciones ofensivas ucranianas aceleradas en el este de Ucrania, concentradas contra el área de Novodonetske, entre Vuhledar (el sitio de una batalla en curso ) y Velyka Novosilka en el sur de Donetsk Oblast. Las fuerzas ucranianas lograron avances al suroeste de Velyka Novosilka y al noroeste de Storozheve. Aunque los funcionarios ucranianos permanecieron mayormente en silencio sobre el asunto, se especuló que estas acciones ofensivas fueron el comienzo de la tan esperada contraofensiva. Un funcionario designado por Rusia en el óblast de Zaporizhzhia dijo que los ucranianos tenían como objetivo romper las líneas rusas y llegar al mar de Azov. Entre el 6 y el 7 de junio, las fuerzas ucranianas llevaron a cabo más contraataques en el este de Zaporizhzhia y el oeste de Donetsk.
También el 8 de junio, las fuerzas ucranianas llevaron a cabo contraataques en la frontera entre las provincias de Donetsk y Zaporizhzhia, y se informó de combates en dirección a Velyka Novosilka. Para el 9 de junio, las fuerzas ucranianas habían logrado avances marginales en la frontera entre Donetsk y Zaporizhzhia Oblasts en Blahodatne, que se encuentra en las cercanías de Velyka Novosilka, y las fuerzas rusas se habían retirado de posiciones al oeste de Storozheve. El 10 de junio, fuentes rusas dijeron que Ucrania había avanzado cerca de Neskuchne, y el 11 de junio, fuentes rusas anunciaron la retirada rusa de Neskuchne, y los ucranianos confirmaron más tarde que la ciudad había sido liberada. Junto a Neskuchne, también se recuperó el asentamiento de Makarivka al sur. Imágenes de drones ucranianos muestran que las fuerzas rusas se han retirado de sus posiciones cerca de Storozheve. A Ucrania se le atribuye la captura de 95 kilómetros cuadrados (37 millas cuadradas) de territorio alrededor de Velyka Novosilka después de una semana de combates.
ISW evaluó que entre el 10 y el 11 de junio, las fuerzas ucranianas habían liberado Makarivka, Neskuchne, Blahodatne, Storozheve y Novodarivka en el este de Zaporizhzhia y el oeste de Donetsk, pero reiteró que las afirmaciones de un «avance» ucraniano son prematuras en este momento.
El 11 de junio, la 68.ª Brigada Jaeger, junto con varios batallones de defensa territorial, liberaron la aldea de Blahodatne, marcando el tercer asentamiento liberado por las fuerzas ucranianas durante la contraofensiva. Más tarde ese mismo día, también se confirmó en un comunicado de prensa que el pueblo vecino de Makarivka había sido liberado por las Fuerzas Armadas de Ucrania. En total, las fuerzas ucranianas avanzaron entre 300 y 1500 metros. Cuando las fuerzas rusas se retiraron de Makarivka, el mayor general Sergei Goryachev, jefe de personal del 35.º Ejército de Armas Combinadas, murió en un «ataque con misiles enemigos», según un milblogger ruso. El ejército ucraniano afirmó que las fuerzas rusas destruyeron una presa en el río Mokri Yaly para frenar su avance.
El 12 de junio, las fuerzas ucranianas lograron nuevos avances al oeste de Novodonetske. Según los informes, las fuerzas rusas también llevaron a cabo un contraataque en el área de Vremivka, donde las fuerzas ucranianas habían logrado avances el día anterior. El 13 de junio, Rusia llevó a cabo contraataques con el objetivo de recuperar Makarivka Para el 12 de junio, Reuters estimó que las fuerzas ucranianas estaban a 90 kilómetros (55 millas) del mar de Azov.
Además, en su informe del 12 de junio, el ISW evaluó que los combates se habían alejado de Orikhiv y reiteró las afirmaciones de un avance a lo largo del frente de Velyka Novosilka. También informaron que las fuerzas rusas en Rivnopil se enfrentan a un cerco, pero su situación exacta no está clara. También el 12 de junio, Ramzan Kadyrov anunció que sus kadyrovitas se habían enfrentado a las fuerzas ucranianas en Makarivka. Durante la noche, las fuerzas ucranianas avanzaron hasta un kilómetro en dirección a Berdyansk, según funcionarios.
El 24 de junio, Maliar informó que las fuerzas ucranianas habían liberado la aldea de Rivnopil en el sur del Óblast de Donetsk.
El 30 de junio, el ejército ucraniano afirmó haber atacado un cuartel general ruso y un almacén de combustible y lubricantes en el aeropuerto de Berdiansk con 10 misiles Storm Shadow. El aeropuerto ha sido utilizado por helicópteros rusos para defenderse de la contraofensiva ucraniana de 2023. Con imágenes satelitales que muestran 29 helicópteros con base allí hace quince días. Las fuerzas rusas afirman haber derribado al menos un misil.
El 4 de julio, una fuente rusa afirmó que las fuerzas ucranianas llegaron a las afueras de Pryiutne, un pueblo a 15 kilómetros al suroeste de Velyka Novosilka. Pryiutne es un centro logístico ruso, que se utiliza para enviar suministros a todas las fuerzas rusas en el frente de Velyka Novosilka; si cayera, las fuerzas rusas se verían obligadas a retirarse a Staromlynivka, abandonando varias aldeas. Fuentes rusas afirmaron que las fuerzas ucranianas llegaron a las afueras del asentamiento el 9 de julio y que hubo intensos combates en esa dirección. El 14 de julio, fuentes rusas afirmaron que las fuerzas ucranianas lograron un gran avance hacia Pryiutne y también avanzaron 1.7 km hacia Melitopol. El 22 de julio, los medios estatales rusos afirmaron que Rostislav Zhurvalev, un corresponsal de guerra de RIA Novosti, fue asesinado por un ataque con municiones en racimo contra las fuerzas rusas en Pryiutne. Además, otro reportero de RIA Novosti resultó herido, junto con dos reporteros de Izvestia, pero ninguna de sus lesiones pone en peligro su vida. Según un informe de StopFake, Zhurvalev, un residente de toda la vida de Ekaterimburgo, fue atrapado fingiendo ser un «separatista prorruso» en 2014, levantando una bandera rusa en el edificio de la Administración Estatal Regional de Donetsk.
El 16 de julio, se produjeron combates cerca del pueblo de Staromaiorske con resultados poco claros. El 23 de julio, imágenes geolocalizadas confirmaron que las fuerzas ucranianas estaban presentes en el norte de Staromaiorske, sin embargo, el estado de la aldea aún no está claro. El 25 de julio, Andriy Kovaliov, un portavoz del ejército ucraniano, dijo que las fuerzas ucranianas avanzaban en dirección a Staromaiorske.
A pesar de estos desafíos, el 26 de julio, fuentes tanto ucranianas como rusas confirmaron que la aldea fue liberada por las fuerzas armadas ucranianas. Se consideraba un componente crítico de la estrategia de Ucrania en el Sur, y el propio Zelenskyy había anunciado su liberación. Al final de los combates, la aldea estaba en gran parte «arruinada».
Los combates continuaron al sur de Staromaiorske, hacia el pueblo de Urozhaine que estaba siendo defendido por la Brigada Vostok, comandada por Alexander Khodakovsky. El New York Times ha llamado a Urozhaine un «bastión ruso», una parte importante de las defensas rusas en el área. La lucha por la aldea comenzó el 6 de agosto, cuando Khodakovsky afirmó que las fuerzas ucranianas habían cruzado «temporalmente» el arroyo que separa Staromaiorske de Urozhaine.  La aldea sería el escenario de intensos combates ya que la Brigada Vostok quedó en gran medida abandonada a su suerte para defender la aldea. El 15 de agosto, Khodakovsky declaró que las fuerzas rusas habían perdido el asentamiento y el 16 de agosto, Ucrania anunció que habían liberado la aldea con miembros y oficiales de la 35.ª Brigada de Infantería de Marina posando para fotografías frente al monumento conmemorativo de la Segunda Guerra Mundial de la aldea, que resultó gravemente dañado. en los combates. Las fuerzas rusas que se retiraban de la aldea sufrieron muchas bajas debido a que solo había una carretera de salida, la T0518, que Ucrania bombardeó intensamente con municiones convencionales y de racimo. Varios drones ucranianos capturaron imágenes de unidades enteras aniquiladas en ataques de artillería a lo largo de la carretera.
Khodakovsky afirmó que tras la caída de Urozhaine, las fuerzas ucranianas están atacando al este, hacia el pueblo de Kermenchyk, en lugar de al sur, hacia el pueblo de Staromlynivka, que Reuters ha descrito como una «fortaleza». Fuentes rusas afirmaron que Ucrania había comenzado a atacar Zavitne Bazhannia, una aldea entre Urozhaine y Staromlynivka, el 17 de agosto, pero que estos ataques no tuvieron éxito. El 23 de agosto, Khodakovsky afirmó que hubo un ataque de investigación ucraniano en la aldea de Novodonetske y que se reanudaron los combates en Pryiutne. El 30 de agosto, fuentes rusas afirmaron que las fuerzas ucranianas avanzaron hacia Volodyne, 6 kilómetros al sureste de Pryiutne y 7 kilómetros al suroeste de Urozhaine.
El 6 de septiembre, fuentes rusas y ucranianas informaron de que las fuerzas ucranianas habían atravesado las líneas defensivas de Novodonetske, a 11 kilómetros al este de Urozhaine, y que las fuerzas rusas se habían retirado temporalmente de Novomaiorske, a 6 kilómetros al este de Novodonetske, tras un intenso bombardeo de artillería ucraniana con municiones de racimo. El 8 de septiembre, fuentes rusas afirmaron que las fuerzas ucranianas habían entrado en las afueras del noroeste de Novomaiorske. A partir del 9 de septiembre, las fuerzas ucranianas han comenzado un esfuerzo concertado para cruzar el río Shaytanka directamente al norte de Novomaiorske y Novodonetske.
El 14 de septiembre, el coronel Vasily Popov, comandante del 247.º Regimiento de Asalto Aéreo de la Guardia de la 7.ª División VDV, murió en combates en la zona fronteriza entre Donetsk y óblast de Zaporizhia.
El 9 de octubre, imágenes geolocalizadas mostraron a las fuerzas ucranianas avanzando hacia Mykilske y Novofedorivka.
El 28 de octubre, las fuerzas ucranianas perdieron dos tanques Leopard 2 más, y cinco en total quedaron fuera de combate durante una semana de combates en el óblast de Zaporizhzhia, todos ellos por ataques rusos con drones FPV.

#### Dirección Melitópol
El 9 de junio, las fuerzas ucranianas fueron vistas operando en las cercanías de Lobkove. El 10 de junio, las fuerzas ucranianas lograron nuevos avances al sur y al oeste de Lobkove. El 11 de junio, el ISW informó que la 19.ª División de Fusileros Motorizados del 58.º Ejército de Armas Combinadas junto con la milicia de los Lobos del Zar y las unidades de Osetia del Norte «Storm Osetia» y «Alania» no pudieron mantener Lobkove y se retiraron. dejando el pueblo en manos ucranianas.
El 18 de junio, un funcionario ruso instalado, Vladimir Rogov, anunció que las fuerzas ucranianas habían asegurado la aldea de Piatykhatky, lo que se confirmó con imágenes geolocalizadas al día siguiente.
El 26 de junio, un portavoz de las fuerzas del frente sur de Ucrania, Valeriy Shershen, afirmó que las fuerzas rusas dispararon una «munición de aerosol químico con efecto asfixiante» contra las posiciones ucranianas en las partes occidentales de la región de Zaporizhzhia. Ucrania afirma que el viento devolvió la «munición de aerosol» a las posiciones rusas.
Durante toda la duración de la contraofensiva, el 58.º Ejército de Armas Combinadas ha estado a cargo de la defensa del oeste de Zaporizhzhia. Los elementos del ejército no han sido rotados o dados de baja desde que comenzó la contraofensiva, y el mayor general a cargo del ejército, Iván Popov, envió una carta al comandante general, Valery Gerasimov, solicitando la rotación de su ejército. Gerasimov respondió destituyendo a Popov de su mando el 11 de julio, afirmando que su solicitud era «alarmista» y un intento de chantajear al ejército ruso. Gerasimov luego ordenó que Popov fuera enviado al combate activo en el frente. El 11 de agosto, imágenes geolocalizadas confirmaron que las fuerzas ucranianas habían entrado en la parte norte de la aldea. Khodakovsky afirmó que las fuerzas ucranianas habían cruzado «temporalmente» el arroyo que separaba Staromaiorske de Urozhaine el 6 de agosto. Las imágenes geolocalizadas del 10 de agosto parecían mostrar que las fuerzas ucranianas cruzaron el río Mokri Yaly y avanzaron hacia las partes occidentales de Urozhaine. El 11 de agosto, el Batallón Vostok informó que las fuerzas ucranianas estaban avanzando hacia el interior de la aldea. El 12 de agosto, algunas fuentes rusas afirmaron que las posiciones rusas en la aldea fueron abandonadas debido a que eran insostenibles, pero esto no se confirmó visualmente. Para el 13 de agosto, imágenes geolocalizadas mostraban que algunas tropas rusas se habían retirado de Urozhaine a Zavitne Bazhannia., un pueblo a menos de 3 kilómetros (1.9 millas) al sur de Urozhaine, pero no estaba claro si las fuerzas rusas se habían retirado totalmente del asentamiento. El ISW declaró que era probable que las tropas rusas todavía mantuvieran posiciones en al menos partes del sur de Urozhaine.
El 23 de agosto, la 47.ª Brigada Mecanizada colgó la bandera ucraniana sobre el edificio administrativo de la aldea, indicando que el centro urbano de la ciudad estaba bajo control ucraniano. No sería hasta el 28 de agosto cuando el Ministerio de Defensa ucraniano afirmó que las fuerzas armadas habían liberado todo Robotyne, y hasta el 31 de agosto cuando The Wall Street Journal y Meduza también apoyaron esta afirmación. Sin embargo, fuentes rusas continúan cuestionando esta afirmación, afirmando que los combates aún continúan en las afueras del sur y en la parte central del asentamiento.
La importancia de Robotyne, y la razón por la que es tan controvertida, es que marca el borde sur del denso campo minado ruso a lo largo del frente, que efectivamente ha empantanado a las fuerzas ucranianas e impedido el uso eficiente de los blindados ucranianos. Con la liberación de Robotyne, las tropas ucranianas ahora pueden amenazar la segunda línea de defensas rusas. La segunda línea de defensas rusas consta de búnkeres de hormigón prefrabricados conectados con una serie de trincheras y túneles. Entre las capas de fortificaciones hay campos minados y dientes de dragón, aunque mucho más delgados que los del norte de Robotyne, y con caminos marcados para que los utilicen las unidades rusas y, por extensión, ucranianas.
El 29 de agosto, imágenes geolocalizadas confirmaron que las fuerzas ucranianas avanzaron 5 kilómetros al sureste de Robotyne y estaban desminando el área de Robotyne. También el día 29, fuentes rusas afirmaron que su situación en Verbove era «muy peligrosa». El 30 de agosto, las tropas ucranianas entraron en las afueras del noroeste de Verbove. El 31 de agosto, la viceministra de defensa ucraniana Hanna Maliar anunció que las fuerzas ucranianas se habían afianzado en Novoprokopivka, directamente al sur de Robotyne.
El 19 de octubre, Kostyantyn Mashovets afirmó que las fuerzas ucranianas avanzaron entre 1.5 y 1.6 km hacia las líneas defensivas rusas en dirección Robotyne.

### Frente Dniéper
En la madrugada del 16 de junio, varios blogueros rusos afirmaron que las tropas ucranianas estaban realizando un desembarco en la margen izquierda del Dniéper cerca de Nova Kakhovka, con informes en video que confirman un presunto tiroteo por parte de las Fuerzas Armadas rusas tratando de evitar el aterrizaje. Fuentes rusas también afirmaron que las fuerzas ucranianas habían intentado aterrizar cerca y capturar Hola Prystan y Oleshky, a pesar de que los dos asentamientos estaban completamente sumergidos tras la destrucción de la presa Kakhovka. También hubo afirmaciones de que se escucharon disparos en las ciudades de Tavriisk y Sosny.
Según los canales prorrusos de Telegram, el 26 de junio, las fuerzas ucranianas cruzaron el río Dniéper y capturaron la aldea de Dachi en un intento de establecer una cabeza de puente. Sin embargo, desde la destrucción de la presa Kakhovka, la isla Antonivsky, la isla en la que se encuentra Dachi, ha estado completamente sumergida. Además, ISW y Associated Press evaluaron que la aldea fue liberada el 23 de abril durante una incursión como parte de la campaña Dnieper.
El 29 de junio, Vladimir Saldo, el gobernador ruso instalado del Óblast de Jersón ocupado, declaró que la milicia de voluntarios de Jersón «Vasily Margelov» había sido enviada al Puente Antonivsky y está realizando operaciones de combate junto con las Reservas del Ejército de Combate. Al mismo tiempo, la organización partisana de Crimea Atesh informó que Rusia estaba colocando la mayoría de sus reservas en Armyansk, como una posición de reserva en caso de que la incursión se intensifique y Rusia pierda el control del resto de Jersón. Todavía no ha habido ningún informe sobre la situación de fuentes ucranianas.
El 1 de julio, comenzaron nuevos combates en la orilla oriental del Dniéper, ya que el Ministerio de Defensa del Reino Unido informó que las fuerzas ucranianas «casi con seguridad» habían redesplegado fuerzas en la orilla oriental. El Ministerio de Defensa del Reino Unido también informó de una acumulación de soldados rusos alrededor de Kakhovka para mejorar las defensas allí. Los soldados rusos aparentemente hicieron esfuerzos para repeler a las fuerzas ucranianas de la orilla oriental, sufriendo muchas bajas en el camino, según Euromaidan Press. Aunque los blogueros rusos dijeron que los rusos habían despejado la cabeza de puente ucraniana de 70 hombres en la orilla oriental, afirmando haber eliminado un grupo de sabotaje ucraniano alrededor del destruido puente de la carretera Antonivka, no proporcionaron pruebas reales de ello en ese momento, según ISW. Para el 2 de julio, los combates se habían intensificado en las inmediaciones del puente, según Natalia Humeniuk. En ese momento se consideró que la lucha consistía principalmente en ataques de contrabatería. El Ministerio de Defensa ruso afirmó que las posiciones ucranianas en la orilla oriental del Dniéper se habían despejado por completo, pero esta afirmación pronto fue contrastada por algunos blogueros rusos, quienes afirmaron que los ucranianos todavía estaban operando en el área en ese momento. Igor Girkin afirmó que elementos de la 7.ª División de Asalto Aéreo de Montaña de la Guardia habían sido transferidos al área de Zaporizhia desde los alrededores de Oleshky.
El 10 de julio, fuentes rusas afirmaron que las fuerzas ucranianas debajo del puente Antonivsky habían sido reforzadas por dos nuevos grupos y que las fuerzas rusas abandonaron sus posiciones en la isla Antonivsky el 11 de julio, alegando que se trataba de una acción «justificada y mesurada», citando el terreno pantanoso y difícil de atacar y los fuertes bombardeos de artillería ucraniana.
El 23 de julio, fuentes rusas afirmaron que las fuerzas ucranianas realizaron un ataque de sondeo en Hola Prystan y admitieron que las islas Dachi y Antonivsky estaban bajo control ucraniano.
El 5 de agosto, surgieron pruebas visuales de que Ucrania había extendido su cabeza de puente a través del río Konka, y las unidades de las AFU lograron aumentar su presencia hacia el este, hacia Oleshky.
El 8 de agosto, hubo afirmaciones generalizadas de milbloggers rusos de que barcos militares ucranianos habían cruzado el río Dnipro en otro lugar, aterrizando cerca de la aldea de Kozachi Laheri. El Instituto para el Estudio de la Guerra informó que las imágenes satelitales sugirieron que efectivamente hubo grandes combates en el área.  El 11 de agosto, fuentes rusas afirmaron que las fuerzas ucranianas controlaban la mitad de Kozachi Laheri y habían realizado un ataque contra un convoy a lo largo de la autopista E58.
El 19 de agosto, las fuerzas armadas ucranianas comentaron por primera vez las operaciones en la región de Jersón y la portavoz Humeniuk anunció que las operaciones hasta ese momento tenían como objetivo establecer las condiciones para la seguridad de futuras operaciones y maniobras en la margen izquierda del Dniéper, concretamente, limpiar las baterías de artillería rusas que impedirían un cruce del río a gran escala.
El Ministerio de Defensa del Reino Unido informó que el Ministerio de Defensa ruso estaba recreando la formación de la Segunda Guerra Mundial, el 18.º Ejército de Armas Combinadas, en un esfuerzo por consolidar sus fuerzas en el sur del oblast de Jersón, siendo el núcleo de la nueva formación el 22.º Ejército de la infantería naval rusa.
Las fuerzas rusas atacan con frecuencia a los asentamientos y civiles ucranianos en la orilla occidental del Dniéper y el 14 de septiembre mataron a un niño de 6 años en un ataque de artillería. Después de este incidente, Oleksandr Prokudin, el jefe de la Administración Militar Regional de Jersón ordenó la evacuación de todas las familias con niños de 31 asentamientos a lo largo del río Dniéper. El 15 de septiembre, la aviación rusa bombardeó accidentalmente la ocupada Nova Kakhovka, matando a uno e hiriendo a tres de los habitantes de la ciudad.
Fuentes rusas afirmaron que en la noche del 17 al 18 de octubre las fuerzas ucranianas cruzaron el Dniéper y controlaron temporalmente y parcialmente las aldeas de Poima y Pishchanivka, respectivamente. Además, fuentes rusas informaron de incursiones contra posiciones rusas en la aldea de Krynky y en la isla Kazatsky. Las fuentes rusas afirmaron que los ataques fueron perpetuados por las Brigadas de Infantería de Marina 35 y 36 y que, además de los bombardeos de artillería, no se envió ninguna fuerza rusa para detener la cabeza de puente. El 19 de octubre, Vladimir Saldo cuestionó las afirmaciones anteriores de que no se enviaron fuerzas rusas para limpiar la cabeza de puente ucraniana, informando que el área de Poyma-Pishchanivka-Pidstepne había sido limpiada de personal ucraniano. Otras fuentes rusas informaron que los marines ucranianos entraron en la aldea de Krynky y el estado mayor ucraniano informó de un ataque aéreo ruso contra Pishchanivka, un informe generalmente reservado para ataques contra posiciones ocupadas por ucranianos.
El 19 de noviembre, el ejército ucraniano afirmó vagamente que había avanzado entre «3 y 8 kilómetros» a lo largo de la orilla ocupada del Dniéper.

## Análisis

### Plazo y progresión
Los funcionarios occidentales han advertido sobre la alta dificultad esperada y la duración de la contraofensiva para Ucrania. Funcionarios occidentales anónimos que hablaron con The Guardian en junio de 2023 sugirieron que es probable que haya «una guerra costosa y agotadora durante muchos meses», ya que «ellos [Ucrania] van en contra de una línea bien preparada de que los rusos He tenido meses para prepararme». En junio de 2023, dos funcionarios occidentales y un alto oficial militar estadounidense le dijeron a CNN que las fuerzas rusas parecían ser más «competentes» de lo que esperaban las evaluaciones occidentales. El mismo mes, el Secretario de Defensa de los EE. UU., Lloyd Austin, y el presidente del Estado Mayor Conjunto, Gen.Mark Milley advirtió que esperan que la pelea sea larga y venga «a un alto coste». El presidente ucraniano, Volodymyr Zelenskyy, admitió el 21 de junio que la contraofensiva estaba progresando «más lentamente de lo deseado», al tiempo que afirmó que Ucrania «avanzará en el campo de batalla de la manera que consideremos mejor» y no estaría de acuerdo con un conflicto congelado. El 3 de julio, el almirante holandés Rob Bauer, actualmente presidente del comité militar de la OTAN, describió la contraofensiva como «difícil» y dijo: «La gente nunca debería pensar que esto es un paso fácil. Nunca lo será». Lo comparó con los combates en la campaña de Normandía.: «Vimos en Normandía durante la Segunda Guerra Mundial que los aliados tardaron siete, ocho, nueve semanas en atravesar las líneas defensivas de los alemanes. Por lo tanto, no es una sorpresa que no vaya rápido». Bauer expresó su opinión de que Ucrania no debería verse obligada a avanzar a un ritmo más rápido y dijo que las operaciones actuales son «encomiables».
Mykhailo Podolyak, Asesor de la Oficina del Presidente de Ucrania, usó una descripción similar el 15 de junio, anunciando que la contraofensiva aún no había comenzado, y que todos los enfrentamientos hasta ese momento eran acciones preliminares de sondeo y que el principal impulso ucraniano aún no ha comenzado venir. Al abordar las críticas sobre la velocidad relativamente lenta de la contraofensiva, Peter Dickinson del Atlantic Council consideró que su ritmo era deliberado, comparándolo con un maratón destinado a agotar a Rusia en lugar de una guerra relámpago, con la contraofensiva de Jersón de 2022 sirviendo potencialmente como un plantilla. Oleksii Reznikov, el ministro de Defensa de Ucrania, también rechazó las comparaciones de la contraofensiva con una guerra relámpago y afirmó que las operaciones hasta ahora son «una especie de operación preparatoria». Además, Ucrania también pone selectivamente a los soldados en las batallas para salvar sus vidas, mientras que Reznikov describió el enfoque ruso como el uso de sus tropas como «picadoras de carne». De manera similar, Zelensky también había reiterado sentimientos similares; Afirmó que el ritmo de la contraofensiva se había desacelerado para salvar la vida de las personas y que había priorizado salvar vidas sobre progresar rápidamente. Konrad Muzyka, un analista militar basado en Polonia, dijo que al 15 de junio, solo 3 de las 12 brigadas ucranianas preparadas para la contraofensiva habían sido vistas en combate en el sureste.
El 12 de julio, el estado mayor ucraniano declaró que Ucrania había ganado 162 kilómetros cuadrados (63 millas cuadradas) desde el 4 de junio. El Instituto para el Estudio de la Guerra (ISW) estimó que las ganancias fueron de 253 kilómetros cuadrados (98 millas cuadradas), y las ganancias rusas anteriores desde el 1 de enero de 2023 fueron de 282 kilómetros cuadrados.
El 17 de julio, Hanna Maliar, viceministra de Defensa de Ucrania, escribió en Telegram que Ucrania había recuperado «18 kilómetros cuadrados (7 millas cuadradas)» durante la última semana de combates. Llevándolo a un total de «210 kilómetros cuadrados (81 millas cuadradas)» desde que comenzó la ofensiva.
El 24 de julio, Hanna Maliar, viceministra de Defensa de Ucrania, afirmó que las fuerzas ucranianas recuperaron «12 kilómetros cuadrados (4.6 millas cuadradas)» durante la última semana. Un avance de unos «192 km cuadrados» en el sector sur desde que comenzó la contraofensiva.
El 26 de julio, funcionarios estadounidenses habían evaluado que Ucrania había comenzado a intensificar su contraofensiva desplegando más tropas en los campos de batalla, incluidas tropas entrenadas por Occidente mantenidas en reserva desde el comienzo de la contraofensiva, observando un estallido de batallas de artillería a lo largo del frente de Zaphorizhzhia. Vladimir Rogov, un funcionario instalado por Rusia en la región de Zaforizhzhia, había declarado que las tropas ucranianas habían logrado traspasar las líneas del frente después de realizar varias oleadas de ataques junto con refuerzos de más de 100 tanques.
El 31 de julio, la viceministra de Defensa ucraniana, Hanna Maliar, afirmó que las fuerzas ucranianas habían recuperado 15 kilómetros cuadrados de territorio durante la última semana, con un total de 204.7 kilómetros cuadrados desde que comenzó la contraofensiva.
El 17 de agosto, el Washington Post citó una previsión de la inteligencia estadounidense que indica que las fuerzas ucranianas fracasarán en su objetivo de llegar a Melitopol. Pronosticar que la contraofensiva ucraniana de 2023 probablemente terminaría a varios kilómetros de la ciudad. Los gobiernos occidentales que planearon la ofensiva con Kiev esperaban que las fuerzas ucranianas sufrieran grandes pérdidas pero que finalmente rompieran las líneas defensivas. Sin embargo, las fuerzas ucranianas cambiaron a una táctica de unidades más pequeñas junto con ganancias menores.
El 18 de agosto, el Instituto para el Estudio de la Guerra calificó el artículo del Washington Post, citando la inteligencia estadounidense, como «no verificado». Además, afirma que, incluso si es correcto, las fuerzas ucranianas están a unos pocos kilómetros de Melitopol. Esto pondría las líneas de comunicación terrestres rusas «carreteras y ferroviarias» bajo fuego de artillería ucraniana. Coinciden en que Ucrania se centra en «degradar a las fuerzas defensivas rusas».
El 1 de septiembre, el portavoz del Consejo de Seguridad Nacional de la Casa Blanca, John Kirby, dijo que Estados Unidos había «observado durante las últimas 72 horas aproximadamente algún progreso notable por parte de las fuerzas armadas ucranianas, en esa línea de avance sur que sale del área de Zaporizhzhia. Han logrado cierto éxito contra esa segunda línea de defensas rusas». Mientras que la viceministra de Defensa ucraniana, Hanna Maliar, confirmó que en «ciertas áreas» las fuerzas ucranianas habían traspasado la primera línea de defensas en la región de Zaporizhzhia.
El 10 de septiembre, el general estadounidense Mark Milley dijo que a Ucrania sólo le quedaban entre 30 y 45 días para continuar su contraofensiva hasta que las condiciones más frías y las lluvias otoñales comenzaran a obstaculizar la contraofensiva y dificultaran las maniobras de Ucrania, especialmente para los vehículos militares. 
El 12 de octubre, el jefe de la Dirección Principal de Inteligencia de Ucrania, Kyrylo Budanov, dijo que Ucrania se había quedado «fuera de lo previsto» en su contraofensiva, en lugar de haberse quedado «atrasada», sin dar más detalles sobre lo que quería decir exactamente. Afirmó además que «la mayoría de las explicaciones son secretos de Estado».
El 15 de octubre, en una entrevista con The Guardian, el coronel Dmytro Lysyuk, comandante de la 128.ª Brigada de Asalto de Montaña, desplegada en dirección a Melitopol, insistió en que su división era capaz de capturar Tokmak y Melitopol, negándose a decir cuándo podría suceder esto, y que su unidad estaba actualmente «creando las condiciones para acciones futuras».
Meses después de la ofensiva, quedó claro para los analistas y militares occidentales que las fuerzas ucranianas habían progresado muy poco y que sus avances se habían estancado. En particular, el 19 de octubre, Jack Watling, investigador del grupo de expertos británico Royal United Services Institute (RUSI), concluyó que «Ucrania conserva ciertas opciones para incomodar al sistema ruso, pero es muy poco probable que se produzca un gran avance [...] este año».
El 1 de noviembre, el general ucraniano Valerii Zaluzhnyi admitió que la guerra se encontraba en un punto muerto al estilo de la Primera Guerra Mundial y concluyó que, a menos que se produjera un «salto tecnológico masivo», no habría ningún avance. Según él, la contraofensiva ha socavado las esperanzas de Occidente de demostrar a Putin que la guerra era «imposible de ganar» y también ha demostrado al general que no bastaría con infligir muchas bajas. Lamentó que sus tropas, incluidas «brigadas recién formadas e inexpertas» en el sur, quedaron atrapadas en campos minados y que su moderno equipo suministrado por Occidente fue «golpeado por la artillería y los drones rusos», considerando que todos los cálculos de la OTAN durante la planificación de la ofensiva apuntaba a que Ucrania podría avanzar 30 km por día, lo que equivaldría a avanzar hacia Crimea dos veces en el lapso de cuatro meses. Además, comparó la reciente ofensiva rusa en Avdiivka y los problemas que enfrentan los rusos con la ofensiva ucraniana y señaló que «el mismo panorama se desarrolla cuando las tropas ucranianas intentan avanzar».

### Importancia y objetivos

Regiones de Ucrania anexadas por Rusia, con una línea roja que marca el área de control real por Rusia el 30 de septiembre de 2022

La contraofensiva ucraniana generó comparaciones con el Día D, con la operación vista como un momento crucial en la guerra que influiría en el resultado final.Los éxitos en la contraofensiva demostrarían inequívocamente que la ayuda militar occidental a Ucrania estaba justificada y que era posible una victoria ucraniana integral, lo que alentaría una mayor ayuda militar occidental. Sin embargo, las opiniones sobre lo que constituiría un éxito varían entre los líderes occidentales. En última instancia, los funcionarios estadounidenses y europeos permitieron que Zelenskyy determinara lo que él consideraba un «éxito». Dos componentes esenciales del éxito incluirían que el ejército ucraniano retome los territorios ocupados por Rusia y/o socave al ejército ruso. Dependiendo de los objetivos específicos de la ofensiva, la victoria podría debilitar la posición estratégica de Rusia en la guerra y al mismo tiempo garantizar que Ucrania reciba garantías de seguridad a largo plazo de Occidente. Zelenskyy también había deseado mostrar resultados a los aliados occidentales antes de la cumbre de Vilnius de 2023.
Los analistas han visto romper el puente terrestre ruso hacia Crimea en la región de Zaporizhzhia como un objetivo central del contraataque de Ucrania. Un gran avance ucraniano en la región podría amenazar «severamente» la viabilidad del puente terrestre, que sirve como la principal ruta de suministro para los bastiones militares rusos en Crimea. Alternativamente, recuperar la planta de energía nuclear de Zaphorizhzhia se vería como una victoria simbólica y, al mismo tiempo, volver a proporcionar a Ucrania activos de infraestructura críticos. Según el Ministerio de Defensa del Reino UnidoLas fuerzas rusas están reforzando Crimea: «Esto incluye una extensa zona de defensa de 9 km de longitud, 3.5 km al norte de la ciudad de Armyansk, en el estrecho puente de tierra que conecta Crimea con la región de Kherson».
En un discurso ante el parlamento, el secretario de Defensa del Reino Unido, Ben Wallace, dijo que Ucrania había capturado «300 kilómetros cuadrados» de territorio. Afirma que esto es más de lo que Rusia logró en su ofensiva de invierno. El 4 de julio, ISW señaló que, a pesar de que el objetivo general de la contraofensiva es liberar a la Ucrania ocupada por Rusia, el objetivo inmediato de las fuerzas ucranianas es «crear un gradiente de desgaste asimétrico que conserve la mano de obra ucraniana a costa de una tasa más lenta de ganancias territoriales, mientras desgasta gradualmente la mano de obra y el equipo rusos», centrando sus esfuerzos y municiones en «destruir la mano de obra, el equipo, los depósitos de combustible, la artillería y las defensas aéreas rusas» y la ofensiva de invierno rusa, y evaluó que la contraofensiva de 2023 fue más similar a la contraofensiva de Jersón, con ganancias pequeñas pero consistentes y el objetivo general de reducir las fuerzas rusas. El 10 de junio, ISW señaló que las fuerzas ucranianas recuperaron aproximadamente 253 kilómetros cuadrados de territorio. Mientras tanto, las fuerzas rusas han capturado un total de 282 kilómetros cuadrados en todo el teatro desde el 1 de enero. Como tal, ISW concluyó que «en cinco semanas, las fuerzas ucranianas han liberado casi la misma cantidad de territorio que las fuerzas rusas capturaron en más de seis meses». El 5 de julio, el almirante Sir Tony Radakin, Jefe del Estado Mayor de Defensa del Reino Unido, dijo al parlamento que el objetivo de Ucrania era «matar de hambre, estirar y atacar» las líneas defensivas rusas. También reconoció que los campos de minas rusos eran «más fuertes de lo esperado».
El New York Times informó que durante 2023 hasta el 25 de septiembre, Ucrania había ganado 143 millas cuadradas (370 km2) y Rusia 331 millas cuadradas (860 km 2 ) de territorio, una ganancia neta de 188 millas cuadradas (490 km2) por Rusia, a partir del análisisde datos del Proyecto de Amenazas Críticas del Instituto para el Estudio de la Guerra y del American Enterprise Institute. Se consideró que los cambios no eran en general significativos y que la situación general era un estancamiento prolongado.
El historiador y analista militar austriaco Markus Reisner consideró que la primera fase de la contraofensiva fue un fracaso, ya que Ucrania había intentado emular las tácticas del ejército estadounidense avanzando en grandes cantidades. Sin embargo, también señaló que Ucrania había cambiado sus tácticas al reducir el ritmo y atacar en grupos más lentos, lo que en su opinión era una mejor táctica para lograr el éxito. El 12 de octubre, el analista concluyó que la contraofensiva había «fracasado, especialmente desde una perspectiva operativa», citando al general ucraniano Kyrylo Budanov, quien recientemente dijo que sus objetivos no se habían logrado. También destacó la creciente desilusión en Ucrania y la preocupación por una posible disminución en el flujo de ayuda militar de Estados Unidos dada la creciente presión interna y la Guerra Israel-Gaza de 2023 iniciada el 7 de octubre. El 15 de octubre de 2023, el exasesor presidencial de Zelensky, Oleksii Arestovych, dijo en su cuenta X que la contraofensiva ha sido un desastre. También acusó a Volodymyr Zelensky y sus comandantes militares de cometer errores estratégicos y de no romper las líneas rusas.
En una entrevista el 1 de noviembre, el general ucraniano Valerii Zaluzhnyi mostró su preocupación porque las entregas de F-16 previstas para 2024 serían «menos útiles» porque Rusia ya tuvo tiempo de mejorar sus defensas aéreas, en particular su sistema de misiles S-400. Afirmó que los aliados occidentales fueron demasiado cautelosos a la hora de enviar sus últimas tecnologías y que, en última instancia, se estaban reteniendo las entregas de armas en un intento de sostener a Ucrania en la guerra, pero sin permitirle ganar. También hizo la aleccionadora evaluación de que, sin un avance tecnológico importante a la vista, Rusia tendría la ventaja en una guerra larga o casi estancada al contar con recursos humanos y naturales mucho mayores. Mientras tanto, el Estado ucraniano podría desgastarse, sugirió.

### Preocupaciones
Como parte de las filtraciones de documentos del Pentágono de 2022-2023, los documentos secretos de febrero de 2023 indicaron que EE. UU. estaba preocupado por el éxito de la contraofensiva, prediciendo que solo resultaría en «modestas ganancias territoriales» y citando problemas en el ejército ucraniano, incluido tropas, municiones y equipo.
CNBC opinó que el comienzo de la contraofensiva fue considerado «decepcionante» por algunos, pero señaló que las acciones de Ucrania hasta el 15 de junio habían sido ataques de prueba, y no la fase principal de la contraofensiva; Se realizaron operaciones militares para evaluar las defensas rusas, ya que se habían estado preparando para la contraofensiva meses antes, identificar los puntos más débiles y asegurar cabezas de puente adecuadas para la principal fuerza ucraniana. Mientras tanto, el historiador y analista militar austríaco Markus Reisnerconsideró que la primera fase de la contraofensiva fue un fracaso ya que Ucrania había tratado de emular las tácticas del ejército estadounidense avanzando en grandes cantidades. Sin embargo, también señaló que Ucrania había cambiado sus tácticas al disminuir su ritmo y, en cambio, atacar en grupos más lentos, lo que consideró que era una mejor táctica para el éxito.

### Tácticas y equipo
En ausencia de una buena defensa aérea o de una Fuerza Aérea moderna, las fuerzas ucranianas están lanzando un ataque contra un adversario similar, o un adversario cercano, sin apoyo aéreo, algo que ningún país de la OTAN ha intentado desde 1949. Si bien Ucrania ha estado aviones modernos prometidos, ninguno llegará a tiempo para esta contraofensiva. Las fuerzas de las que depende Ucrania para esta contraofensiva están bien entrenadas pero no tienen experiencia en combate. En una de sus actualizaciones diarias, la inteligencia del Ministerio de Defensa del Reino Unido notó un aumento de salidas de la aviación rusa desde que comenzó la contraofensiva. Dada la falta de defensa aérea, los aliados de Ucrania han tenido que aumentar la cantidad de ayuda para los sistemas de defensa aérea. La Fuerza Expedicionaria Conjunta del Reino Unidoha prometido a Ucrania 166.2 millones de dólares en armas de defensa aérea tanto para uso civil como de «primera línea».
El equipo suministrado por Occidente, incluida la visión nocturna, puede estar dando a las fuerzas ucranianas «ventajas tácticas» durante los combates nocturnos, según fuentes rusas citadas por ISW, quienes dicen que esto facilitaría que Ucrania realice ataques nocturnos.
La contraofensiva ucraniana carece de protección aérea de corto alcance, o SHORAD, para sus fuerzas, lo que hace que su blindaje sea vulnerable a helicópteros de ataque, drones equipados con artefactos explosivos improvisados o municiones merodeadoras. Esto también puede explicar los ataques en curso contra objetivos civiles ucranianos para inmovilizar dichos sistemas, aunque las fuerzas ucranianas utilizan señuelos y otros métodos para debilitar dichos ataques.
El 17 de junio, el Ministerio de Defensa del Reino Unido escribió en Twitter: «En la competencia constante entre las medidas de aviación y las contramedidas, es probable que Rusia haya obtenido una ventaja temporal en el sur de Ucrania, especialmente con helicópteros de ataque que emplean misiles de mayor alcance contra objetivos terrestres», al tiempo que señaló que las imágenes mostraban que se habían desplegado más de 20 helicópteros de ataque rusos en el aeropuerto de Berdyansk.
El 18 de junio, el Ministerio de Defensa del Reino Unido escribió en Twitter que las fuerzas rusas «a menudo realizaban operaciones defensivas relativamente efectivas» durante la contraofensiva, y las fuerzas ucranianas realizaban «pequeños avances» en «todas las direcciones».
El 18 de junio, ISW informó que las fuerzas rusas habían formado «fuerzas de barrera» que operaban detrás de las líneas rusas. Estas fuerzas se han utilizado en gran medida para evitar que los miembros de los batallones penales «Storm-Z» se rindan a las líneas ucranianas disparándoles cuando intentan retirarse o rendirse. Los prisioneros de guerra de estas unidades Storm-Z que han podido llegar a las líneas ucranianas han informado que las fuerzas rusas tienen dificultades para abastecer y dotar de personal a sus unidades.
El 23 de junio, la viceministra de Defensa de Ucrania, Hanna Maliar, describió los avances de Ucrania como «graduales». Reconoció que la ofensiva estaba siendo frenada por los campos de minas rusos.
El 2 de julio, un mayor de la 37.ª Brigada de Infantería de Marina se quejó de la falta de blindaje en los AMX-10 RC que usa la brigada, lo que los hace peligrosos para las tripulaciones, así como de su inadecuación en el terreno ucraniano a pesar de los elogios por sus armas y óptica. Un vehículo fue destruido por la metralla de un proyectil de 152 mm que detonó la munición, matando a los cuatro miembros de la tripulación. Estos vehículos no están diseñados para ataques frontales sino para reconocimiento blindado y apoyo de fuego.
El 11 de julio, el fuego de contrabatería de la artillería ucraniana estaba demostrando ser más preciso. Esto se debió a que la mayoría de las fuerzas rusas carecían de «sistemas de radar de contrabatería». Ucrania tiene un número proporcionado por los Estados Unidos. Combinado con drones baratos, Ucrania ha destruido treinta y dos piezas de artillería de Rusia por la pérdida de ocho propias según la inteligencia de fuente abierta.
Ucrania ha confiado en los radares AN/TPQ-36 para detectar de dónde provienen los proyectiles rusos. Combinado con GMLRS disparado por HIMARS y proyectiles de mayor alcance como M982 Excalibur y luego fuera del alcance de la artillería rusa. Con el uso de municiones en racimo, podría reducirse la necesidad de proyectiles guiados por GPS y otras municiones guiadas.
El 13 de julio, el mayor general ruso destituido Iván Popov emitió un mensaje de audio. En el mensaje, Popov se quejó de la falta de sistemas de «combate de contrabatería» para encontrar y detener a la artillería ucraniana, que dijo que era responsable de «las muertes y lesiones masivas de nuestros hermanos en el fuego de artillería enemiga».
Un soldado ucraniano habló del poderío aéreo ruso: «Helicópteros rusos, jets rusos disparan en todas las áreas, todos los días». Sobre las bajas, un soldado dijo: «Hemos perdido una gran cantidad de personas». La artillería rusa, en concreto los cohetes Grad, han resultado eficaces. Otro soldado denunció que su hijo fue golpeado directamente por un dron kamikaze justo antes de que comenzara la contraofensiva. Siendo verano, los soldados ucranianos reportan altas temperaturas. Un soldado no usa chaleco antibalas, mientras que otro le dijo a la BBC que se quitó la camisa específicamente debido al calor a pesar de muchos «mosquitos y tábanos». Los soldados ucranianos también mencionaron campos minados que tenían que cruzar para realizar ataques. Se le dijo a la BBC que la mayoría de las fuerzas ucranianas estaban en reserva para una «apertura lo suficientemente grande en las defensas rusas para lanzar un ataque principal».